# Хейдер, Шан
Шан Хейдер (англ. Sian Heder; род. 23 июня 1977 года) — американский режиссёр и сценарист. Широкую известность обрела как режиссёр и автор сценария фильма «CODA: Ребёнок глухих родителей», который стал лучшим фильмом на «Оскаре» в 2022 году.

## Ранние годы
Родилась в Кембридже, штат Массачусетс, дочь валлийской художницы Мэгс Харрис и венгерского художника Лайоша Хейдера. Окончила Университет Карнеги-Меллона. У Хейдер есть сестра художница Тира.

## Карьера
После окончания университета Хейдер переехала в Лос-Анджелес, где устроилась на работу в агентство по подбору нянь. Опыт работы в агентстве вдохновил её на создание первого короткометражного фильма «Мать» в качестве сценариста и режиссёра. Фильм «Мать» получил приз за «Лучший короткометражный фильм» на кинофестивале во Флориде и награды на конкурсе «Cinefondation» Каннского кинофестиваля и Международном кинофестивале в Сиэтле.
В 2010 году Хейдер получила премию Джорджа Фостера Пибоди вместе со своими коллегами-сценаристами за работу над известным американским телесериалом «Мужчины среднего возраста». В 2011 году она написала сценарий и сняла короткометражную комедию «Собака ест собаку» с Закари Куинто в главной роли об ответственности за домашних животных. Является сценаристом 1,2,3 сезонов сериала Netflix «Оранжевый — хит сезона».
В 2015 году Хейдер сняла фильм «Таллула» с Эллиотом Пейджем и Эллисон Дженни в главных ролях. Премьера фильма состоялась на кинофестивале «Сандэнс» в штате Юта. Netflix получил права на трансляцию фильма «Таллула» по всему миру в январе 2016 года. Фильм получил положительные отзывы критиков и был выпущен 29 июля 2016 года.
В 2021 году на кинофестивале «Сандэнс» состоялась премьера фильма Хейдер «CODA: Ребёнок глухих родителей». Права на фильм были куплены компанией Apple за $25 млн. В 2022 году за работу над фильмом Хедер получила премию «Оскар» за лучший адаптированный сценарий и премию BAFTA за лучший адаптированный сценарий.

## Личная жизнь
Хейдер замужем за актёром и продюсером Дэвидом Ньюсомом, мать двоих детей.